# غريب طوس
ولاية الحب (بالفارسية: ولایت عشق) يُعرف أيضًا باسم النسخة العربية من سلسلة غريب طوس مسلسل درامي تاريخي ملحمي من إخراج مهدي فخيم زاده، بُث على قناة الإيراني سنة 2000. تدور أحداث المسلسل حول حياة علي بن موسى الرضا الإمام الثامن للشيعة. تركز هذه السلسلة بشكل أساسي على حياته حيث تم إحضاره إلى مرو من المدينة المنورة بأمر من المأمون العباسي وفترة نائبه حتى الاستشهاد. أنتج أيضاً وبث نسخة الفيلم التلفزيوني من هذه السلسلة.

## قصة المسلسل
تبدأ القصة بوفاة الخليفة العباسي هارون الرشيد ووصول ابنه أمين إلى السلطة.في استمرار الحرب بين أمين وشقيقه مأمون، يظهر خلافة مأمون وجلب علي بن موسى الرضا إلى مرو. كما يصف الأحداث المهمة في هذه الفترة، مثل صلاة الإستسقاء ، وصلاة عيد الفطر، والنقاشات بين الأديان.

## الممثلون
- فاروخ نعمتي في دور علي الرضا - بدون إظهار الوجه، [10] (انظر تصوير في الإسلام)
- محمد صادقي بدور المأمون
- ميريلا زاري بدور جولناز
- دانيال حكيمي بدور عمرو بن رجاء
- بيزشان إمكانيان بدور ابن عقيل
- داود الرشيدي بدور الفضل بن الربيع
- عناية الله بخشي بدور عيسى جالودي
- فتحالي أويسي بدور رجاء بن أبي ضحاك
- رامبود جافان مثل الأمين
- فريمة فرجامي بدور زبيدة
- بيتا فرحي بدور أزردخت
- كاظم هاجر آزاد بدور ابن أبي عمران
- ولي الله مؤمني بدور طاهر بن حسين
- مهدي فخم زاده [11]

## موسيقى
موسيقى بابك بيات وغناء محمد اصفهاني.  

## روابط خارجية
- غريب طوس على موقع IMDb (الإنجليزية)
- غريب طوس على موقع قاعدة بيانات الفيلم (الإنجليزية)